# Orrin Evans

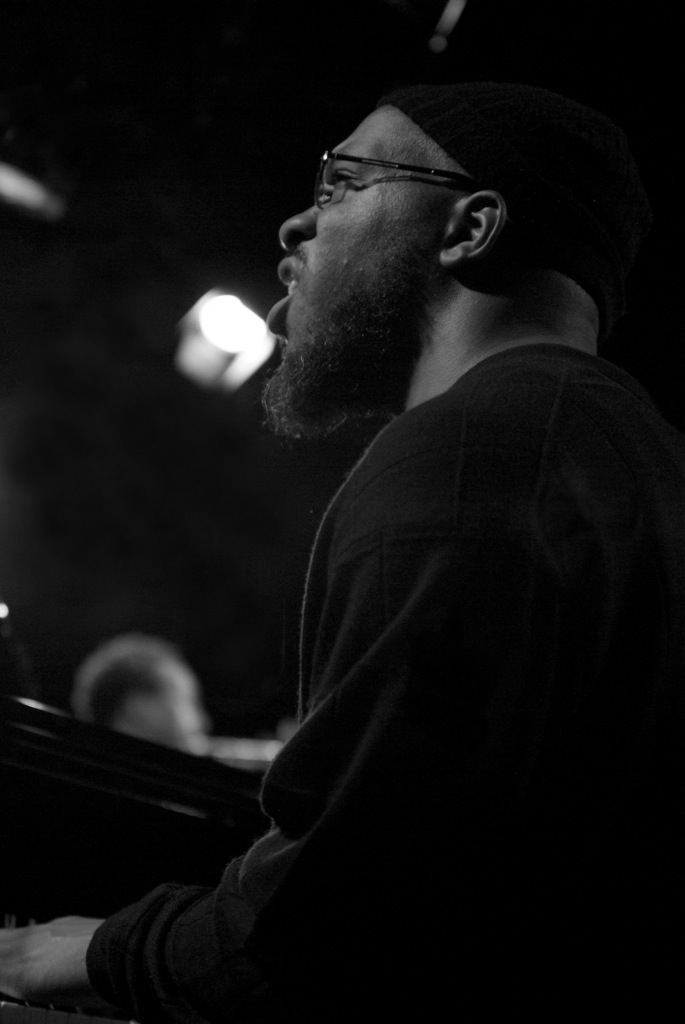
Orrin Evans (2008)

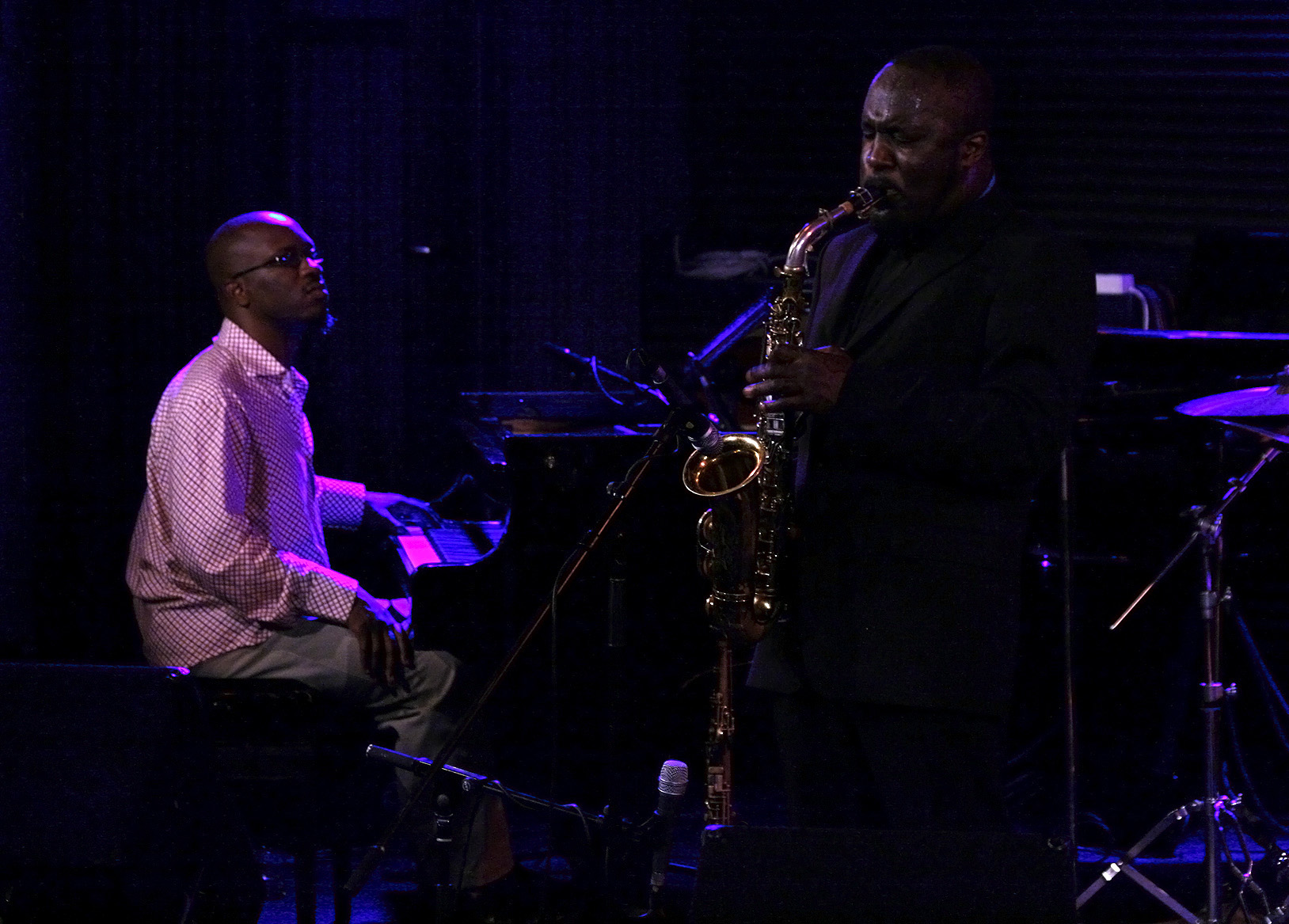
Orrin Evans (mit Tony Kofi, Wien 2008)

Orrin Evans (* 28. März 1975 in Trenton/New Jersey) ist ein US-amerikanischer Jazz-Pianist.

## Leben und Wirken
Der Sohn einer klassischen Sängerin und des Dramatikers Don Evans wuchs in Philadelphia auf; er studierte an der Settlement School of Music bei Charles Pettaway, an der Rutgers University in New Brunswick und nahm dann Privatunterricht bei Kenny Barron.
Als Sideman arbeitete er mit Bobby Watson, Ralph Peterson, Duane Eubanks, Lenora Zenzalai-Helm, Sam Newsome, Ralph Bowen, Nasheet Waits, Reid Anderson, John Swana und andere. Er leitet das Orrin Evans Trio und veröffentlichte seit 1994 mehrere Alben als Bandleader. 2006 gründete er das kollaborative Trio Tarbaby. Zwischen 2017 und 2020 gehörte er zu The Bad Plus und spielte mit diesem Trio zwei Alben ein. Zu hören ist er u. a. auf Brian Lynchs Album Songbook Vol. 1: Bus Stop Serenade (2021). Auch leitet er die Captain Black Big Band. Daneben unterrichtet er auch an der Settlement School of Music und gibt Workshops und Jazzkurse.

## Diskographische Hinweise
- The Orrin Evans Trio, 1994
- Justin Time mit Byron Landham, John Swana, Tim Warfield, 1996
- Captain Black, mit Ralph Bowen, Avishai Cohen, Antonio Hart, Sam Newsome, Ralph Peterson, Tim Warfield, Rodney Whitaker, 1997–1998
- Grown Folk Bizness mit Ralph Bowen, Sam Newsome, Ralph Peterson, Rodney Whitaker, 1998
- Listen to the Band mit Reid Anderson, Ralph Bowen, Duane Eubanks, Sam Newsome, Nasheet Waits, 1999
- Blessed Ones mit Eric Revis, Nasheet Waits, Edgar Bateman, 2001
- Deja vu mit Byron Landham, Matthew Parrish, 2001
- Meant to Shine mit Ralph Bowen, Gene Jackson, Sam Newsome, Eric Revis, 2001–2002
- Easy Now mit J. D. Allen III, Mike Boone, Ralph Bowen, Rodney Green, Byron Landham, Eric Revis, 2004
- Freedom (Posi-Tone, 2010) mit Dwayne Burno, Byron Landham, Anwar Marshall, Larry McKenna
- Faith in Action. 2010
- Captain Black Big Band, 2011
- Tarbaby: The End of Fear (Posi-Tone, 2011) mit Eric Revis, Nasheet Waits
- Flip the Script, 2012
- Tarbaby: Fanon (2013)
- Orrin Evans’ Captain Black Big Band: Mother’s Touch (Posi-Tone, 2014), mit Duane Eubanks, Marcus Strickland, Conrad Herwig, Ralph Peterson
- The Evolution of Oneself, 2015
- Orrin Evans and the Captain Black Big Band: The Intangible Between (Smoke Sessions, 2020)
- The Magic of Now (Smoke Sessions, 2021), mit Vicente Archer, Bill Stewart, Immanuel Wilkins
- Tarbaby: Dance of the Evil Toys (Clean Feed, 2022), mit Eric Revis, Josh Lawrence, Nasheet Waits, Oliver Lake
- The Red Door (Smoke Sessions Records 2023) mit u. a. Jazzmeia Horn, Wallace Roney, Nicholas Payton, Gary Thomas, Buster Williams, Gene Jackson, Marvin Smitty Smith[1]
- Tarbaby: You Think This America (2024)